# 865 Zubaida
865 Zubaida este o planetă minoră ce se învârtește în jurul Soarelui.